# From Linköping to Memphis
From Linköping to Memphis från 2005 är ett studioalbum av Louise Hoffsten. Albumet är inspelat i Ardent Studios i Memphis, Tennessee, USA. Det placerade sig som högst på femte plats på den svenska albumlistan i Sverige.

## Låtlista
1. Good for You (Louise Hoffsten/Leif Larsson) – 3:42
2. Slow Train (Louise Hoffsten/Leif Larsson) – 3:48
3. Fall Like Babylon (Louise Hoffsten/Leif Larson/Kevin Welsh) – 4:01
4. My Favorite Lie (Peter Kvint/Louise Hoffsten) – 3:45
5. I Wish You Had My Heart (Peter Kvint/Louise Hoffsten) – 3:23
6. Make the Most of It (Peter Kvint) – 4:14
7. Myggan (Peter Kvint/Louise Hoffsten) – 3:46
8. Rise (Peter Kvint/Louise Hoffsten) – 4:26
9. Shut Up & Kiss Me (Louise Hoffsten/Shelley Pieken/John Shanks) – 3:58
10. Heart of Stone (Leif Larsson) – 3:59
11. I Still Belive in Us (Louise Hoffsten/Leif Larsson) – 4:24

## Medverkande
- Louise Hoffsten – sång, munspel
- Scott Thompson – trumpet
- Jim Spake – saxofon
- Steve Selvidge – gitarr
- Lester Snell – keyboards
- David Smith – bas
- Jonathan Wires – bas (spår 6, 8, 11)
- Steve Potts – trummor
- Peter Hyrka – violin (spår 6, 11)
- Jonathan Kirkscey – cello (spår 6, 11)

## Mottagande
Skivan fick ett blandat mottagande när den utkom och snittar på 3,8/5 på Kritiker.se, baserat på fyra recensioner.

## Listplaceringar
| Lista (2005) | Topplacering |
| ------------ | ------------ |
| Sverige      | 5            |